# Charles G. Dawes
Charles Gates Dawes (Marietta, 27 de agosto de 1865 – Evanston, 23 de abril de 1951) foi um financista e político do Partido Republicano norte-americano que serviu como o 30.º vice-presidente dos Estados Unidos entre 1925 e 1929 durante a presidência de Calvin Coolidge. Por seu trabalho no Plano Dawes para as indenizações da Primeira Guerra Mundial, foi laureado com o Nobel da Paz de 1925, juntamente com Austen Chamberlain.

## Vida

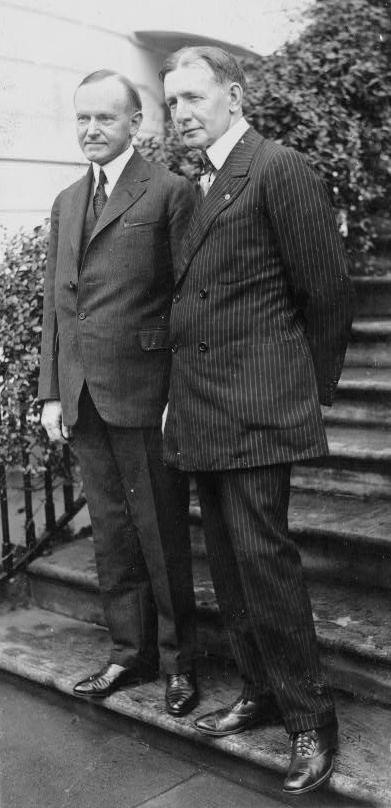
Dawes (direita) e Calvin Coolidge

Nascido em Marietta, Ohio, Dawes estudou na Cincinnati Law School antes de iniciar uma carreira jurídica em Lincoln, Nebraska. Depois de servir como executivo de uma fábrica de gás, ele gerenciou a campanha presidencial de William McKinley de 1896 em Illinois. Após a eleição, McKinley nomeou Dawes como o Controlador da Moeda. Ele permaneceu nessa posição até 1901 antes de formar a Central Trust Company of Illinois. Dawes serviu como general durante a Primeira Guerra Mundial e foi o presidente do conselho geral de compras das Forças Expedicionárias Americanas. Em 1921, o presidente Warren G. Harding nomeou Dawes como o primeiro Diretor do Mesa do Orçamento. Dawes serviu na Comissão de Reparações Aliadas, onde ajudou a formular o Plano Dawes para ajudar a economia alemã em dificuldades, embora o plano tenha sido eventualmente substituído pelo Plano Young.
A Convenção Nacional Republicana de 1924 nomeou o presidente Calvin Coolidge sem oposição. Depois que Frank Lowden recusou a indicação para vice-presidente, a convenção escolheu Dawes como companheiro de chapa de Coolidge. A chapa republicana venceu a eleição presidencial de 1924 e Dawes foi empossado como vice-presidente em 1925. Dawes ajudou a aprovar o projeto de lei McNary-Haugen Farm Relief no Congresso, mas o presidente Coolidge a vetou. Dawes foi um candidato à renomeação na Convenção Nacional Republicana de 1928 , mas a oposição de Coolidge a Dawes ajudou a garantir que Charles Curtis fosse nomeado em seu lugar. Em 1929, o presidente Herbert Hoover nomeou Dawes embaixador no Reino Unido. Dawes também liderou brevemente a Reconstruction Finance Corporation, que organizou uma resposta do governo à Grande Depressão. Ele renunciou ao cargo em 1932 para retornar ao setor bancário e morreu em 1951 de trombose coronária.

## Escritos selecionados
- Dawes, C. G. (1894). The Banking System of the United States and Its Relation to the Money and the Business of the Country. Chicago: Rand McNally.
- "The Sherman Anti-Trust Law: Why It has Failed and Why It Should Be Amended." The North American Review 183.597 (1906): 189–194. online
- Dawes, C. G. (1915). Essays and Speeches. New York: Houghton.
- Dawes, C. G. (1921). Journal of the Great War. 2 vols. New York: Houghton. online vol 1; also online v2
- Dawes, C. G. (1923). The First Year of the Budget of the United States. New York: Harper. online
- Dawes, C. G. (1935). Notes as Vice President, 1928–1929. Boston: Little, Brown. online
- Dawes, C. G. (1937). How Long Prosperity? New York: Marquis.
- Dawes, C. G. (1939). Journal as Ambassador to Great Britain. New York: Macmillan. online
- Dawes, C. G. (1939). A Journal of Reparations. New York: Macmillan. online
- Dawes, C. G. (1950). A Journal of the McKinley Years. Bascom N. Timmons (Ed.). La Grange, IL: Tower.

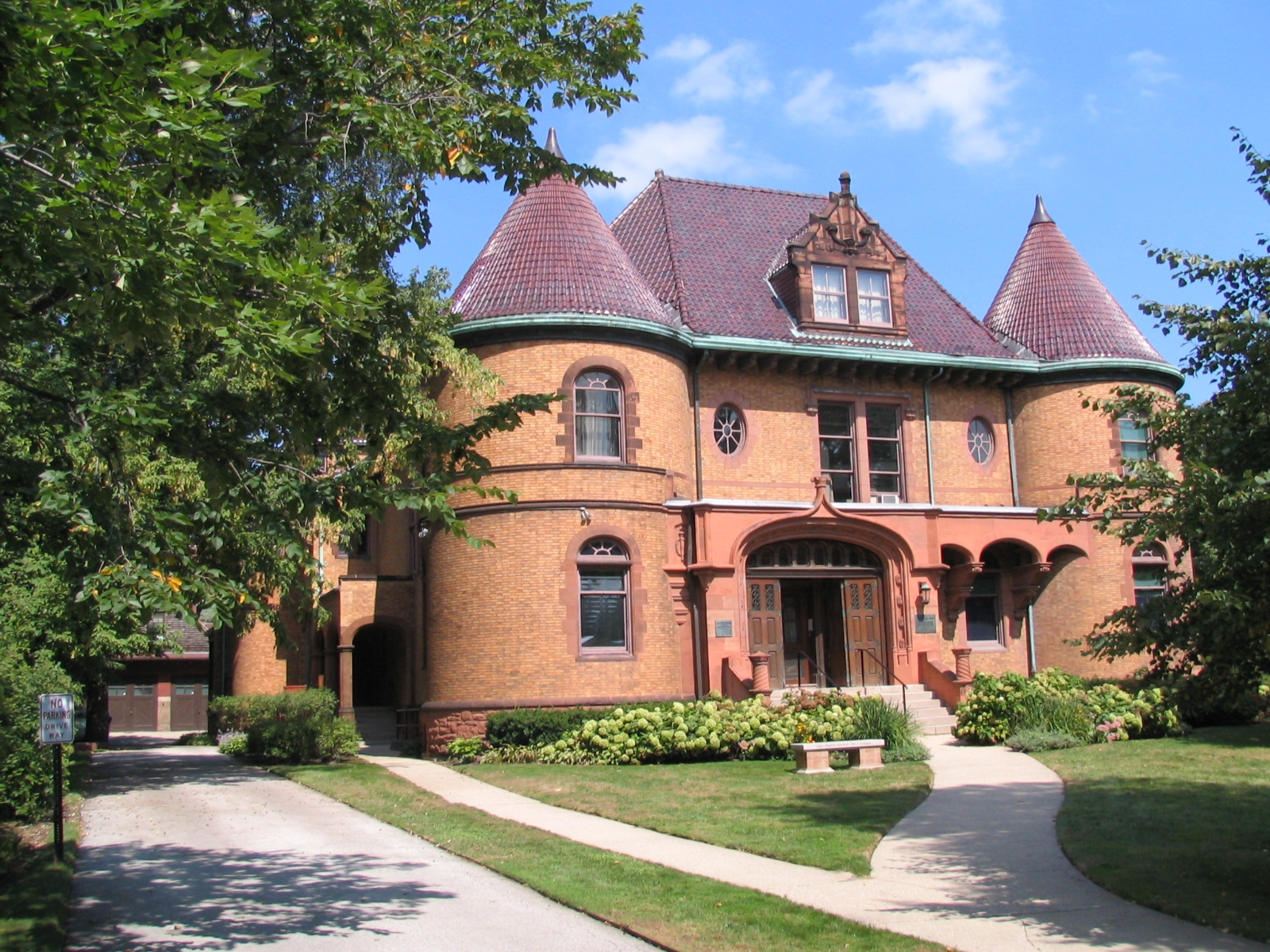
De 1909 a 1951 Charles G. Dawes morou nesta casa na 225 Greenwood St. em Evanston, Illinois, construída em 1894 por Robert Sheppard. A casa é um Marco Histórico Nacional.